# Thelma Okoduwa
Thelma Okoduwa Ojiji (nacida el 9 de marzo) es una actriz nigeriana.

## Biografía
Thelma es nativa de Uromi, estado de Edo. Estudió Ciencias de la Computación en la Universidad de Port Harcourt. También tiene un diploma en Artes Teatrales de la misma universidad. En abril de 2009, se casó con Onya Ojiji.

## Carrera
En una entrevista reveló que llegó a la industria cinematográfica a través de Chico Ejiro. En 2017, actuó junto a Norbert Young en The Aggregator. Ha participado en series de televisión, incluidas Tinsel, Beautiful Liars, Treasures, Spider y Family Ties. En 2012, interpretó a "Linda" en el drama romántico, Mr. and Mrs. Después de casarse, reveló que su esposo generalmente evalúa los roles que interpretará en una película, y si no lo aprueba, ella lo rechaza. En una entrevista con The Punch, citó a Joke Silva y Richard Mofe-Damijo como veteranos que la inspiran en Nollywood. Su actuación como "Arinola Cardoso" en Africa Magic's Hush también fue el personaje más desafiante en su carrera debido a la diferencia con su verdadera personalidad.